# 恩孔特拉多斯
恩孔特拉多斯（西班牙語：Encontrados），是委內瑞拉的城鎮，位於該國西北部蘇利亞州，是卡塔通博市的首府，始建於1778年，海拔高度4米，每年平均降雨量2,000毫米。